# 敖户起水库
敖户起水库是中国辽宁省阜新市彰武县境内的一座水库，建于1960年。水库正常库容为860万立方米，平均水深为3米，集雨面积为2.55平方千米。